# Barham (Nueva Gales del Sur)

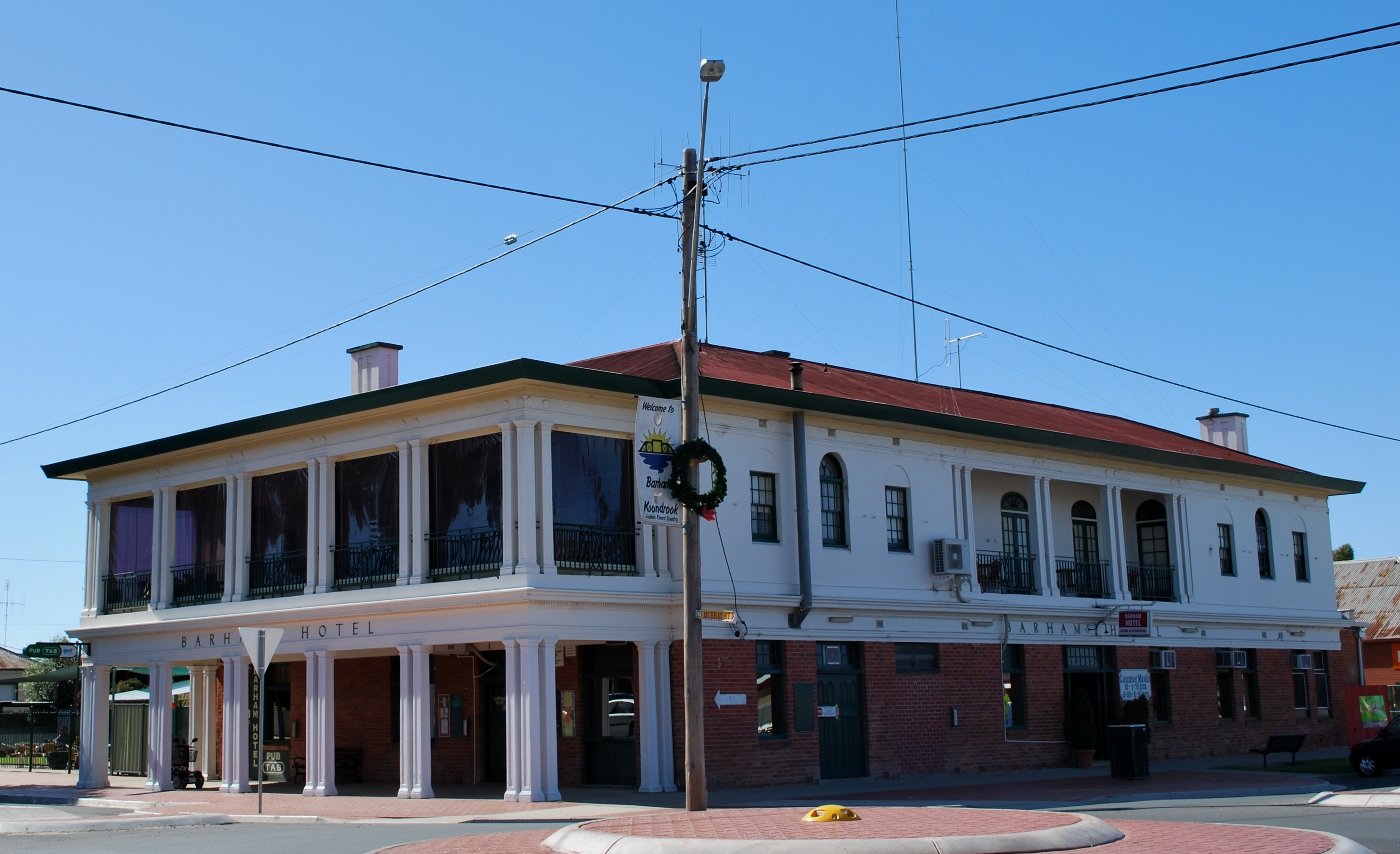
superficie = 477.226

Barham es una ciudad en la región agrícola de Riverina, Nueva Gales del Sur, Australia. Está a 823 kilómetros de Sídney, capital de Nueva Gales del Sur y a 303 kilómetros del noroeste de Melbourne. Situada a orillas del río Murray, frente a Koondrook en el estado vecino de Victoria, Barham tiene una población de 1.151 habitantes según el censo de 2010.